# Collegiale kerk Onze-Lieve-Vrouw en Domitianus van Hoei
De Collegiale kerk Onze-Lieve-Vrouw en Domitianus van Hoei (fr: Collégiale Notre-Dame de Huy) is een kerk aan de rechteroever van de Maas in de Belgische stad Hoei. Het is een kapittelkerk, die toegewijd is aan Onze-Lieve-Vrouw en de heilige Domitianus van Hoei.

## Bouwgeschiedenis
Op deze plek werden door de eeuwen heen vijf cultusgebouwen opgetrokken:
- begin 4e eeuw: een houten sanctuarium, gewijd aan de heilige Maternus
- einde 5e eeuw: een tweede kerk, waarschijnlijk toegeschreven aan de heilige Agricola van Maastricht, de opvolger van Servaas van Maastricht. Domitianus werd in 558 in deze kerk begraven
- heropbouw in hout na een storm in 1013
- verwoesting en brand in 1053 door troepen van graaf Boudewijn V van Vlaanderen en heropbouw door bisschop Dietwin. Van deze kerk in romaanse stijl rest alleen nog een crypte, die bereikbaar is vanaf de rechterbeuk van de collegiale kerk. De inwoners van Hoei schonken de helft van hun roerende goederen om hun bisschop te steunen. Als dank schonk Dietwin de stad een vrijheidshandvest, dat op 24 augustus 1066 in de kerk werd ondertekend.
- de eerste steen van de huidige kerk werd op 15 maart 1311 gelegd door prins-bisschop Theobald van Bar. In augustus 1377 wijdde prins-bisschop Jan van Arkel het koor in terwijl men nog verder werkte aan de dwarsbeuk en de westelijke toren. De romaanse kerk verdween geleidelijk en de crypte werd gedempt maar herontdekt in 1906. De beschildering van het gewelf vermeldt het jaar 1523, aangevuld met het woord Rode tussen twee gekruiste degens.[1] Het is een verwijzing naar de heldhaftige verdediging van de stad Rodos door christelijke ridders, die de stad en het eiland uiteindelijk op 1 januari 1523 moesten verlaten. Beschilderde gewelven zijn een kenmerk van meer gotische kerken in de Maasvallei.

Het koor met vijf traveeën bood plaats aan 84 koorstoelen voor de kanunniken tijdens de 14e eeuw. De glasramen zijn door hun hoogte prominent aanwezig in de kerk. Ze verwijzen naar de rozenkrans en de lokale geschiedenis. De veertien glasramen in de zijbeuken evoceren de kruisweg. Triforiums onder de bovenste vensters versieren het schip van de kerk.
Het roosvenster in de westelijke toren, 48m hoog, is opvallend door zijn uitvoering en afmeting - 6m aan de binnenzijde en 9m aan de buitenzijde. In augustus 1944 werd een groot glasraam met beroemde personen uit het religieus verleden van Hoei in het noordelijk transept verwoest bij een bombardement, samen met een glasraam met de Vier Evangelisten in de noordelijke zijbeuk. Naast het koor staan twee zijtorens waarvan de noordelijke voorzien is van een beiaard met 49 klokken. De apsis wordt versierd door het Bethlehem-portaal, gebouwd rond 1340.
De bouw van de kerk was in 1536 voltooid. Een brand ingevolge een blikseminslag teisterde de kerk in 1803. Restauratiewerken vonden plaats in de 19e, 20e en 21e eeuw. De laatste restauratie werd eind 2014 afgerond.

## Kerkschatten
- in de kerk bevindt zich het enigszins gehavende reliekschrijn van de heilige Domitianus en het 12e-eeuwse schrijn van de heilige Meingold, in de 12e eeuw vervaardigd door Godfried van Hoei
- het 20e-eeuwse hoofdaltaar met een voorstelling van het Laatste Avondmaal
- verscheidene marmeren altaren
- twee barokke houten beelden - De heilige Helena en de Onbevlekte Ontvangenis - van Jean Del Cour
- 16e-eeuws houten beeld van Christoffel
- 9e-eeuwse zijden doek, vermoedelijk uit Oost-Iran[2]

## Afbeeldingen

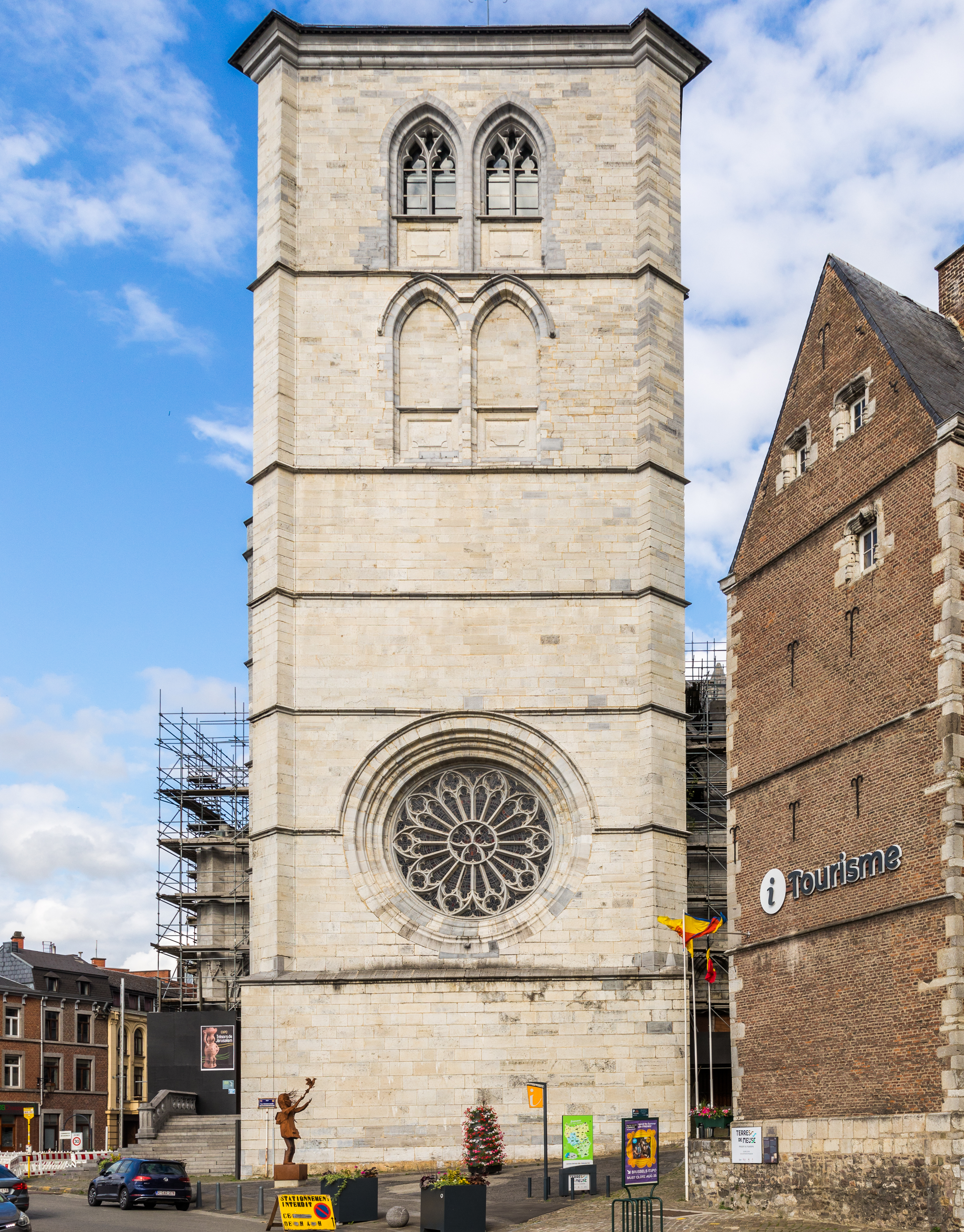
De westelijke toren met roosvenster
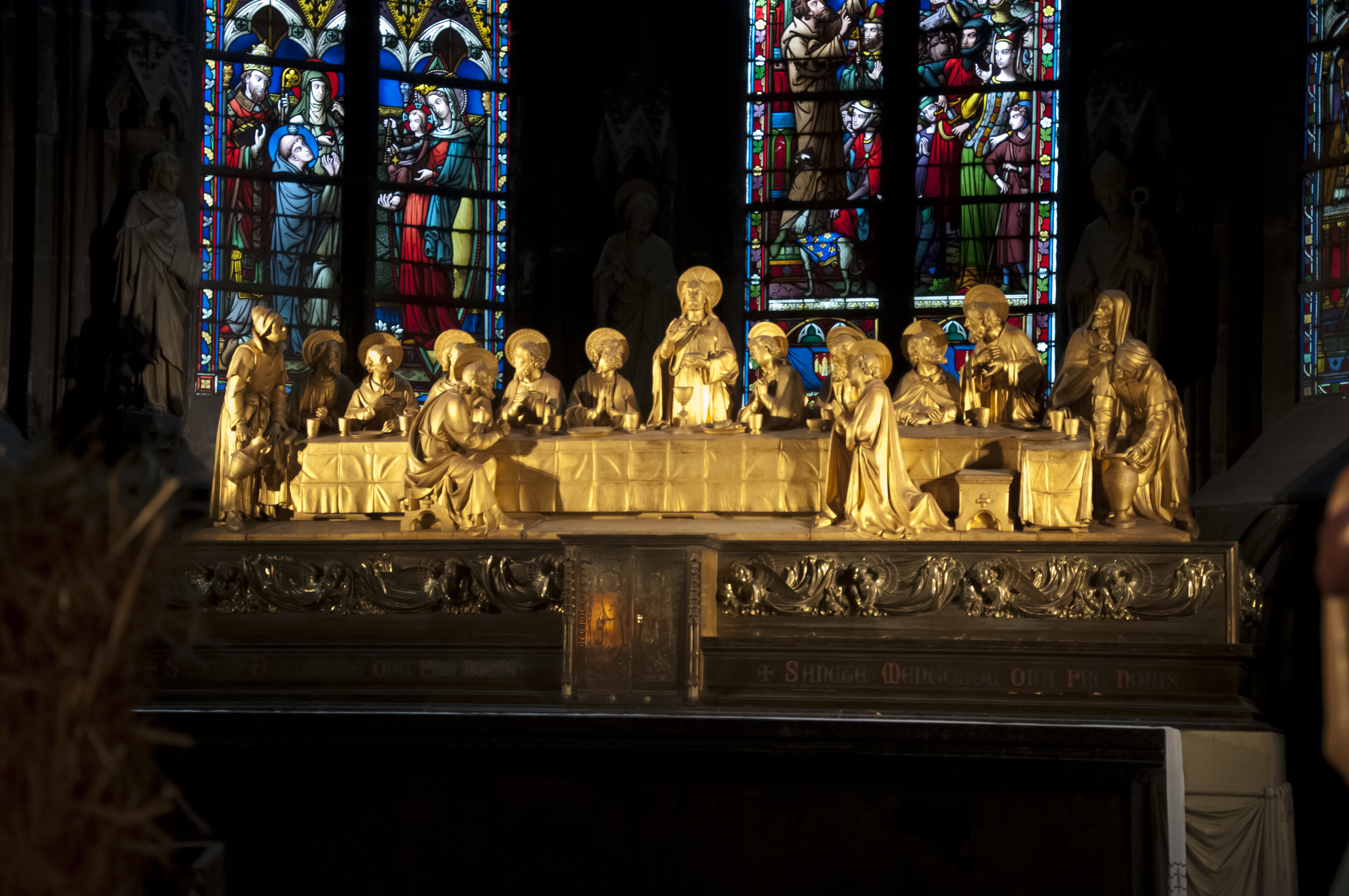
Het hoofdaltaar met een voorstelling van het Laatste Avondmaal
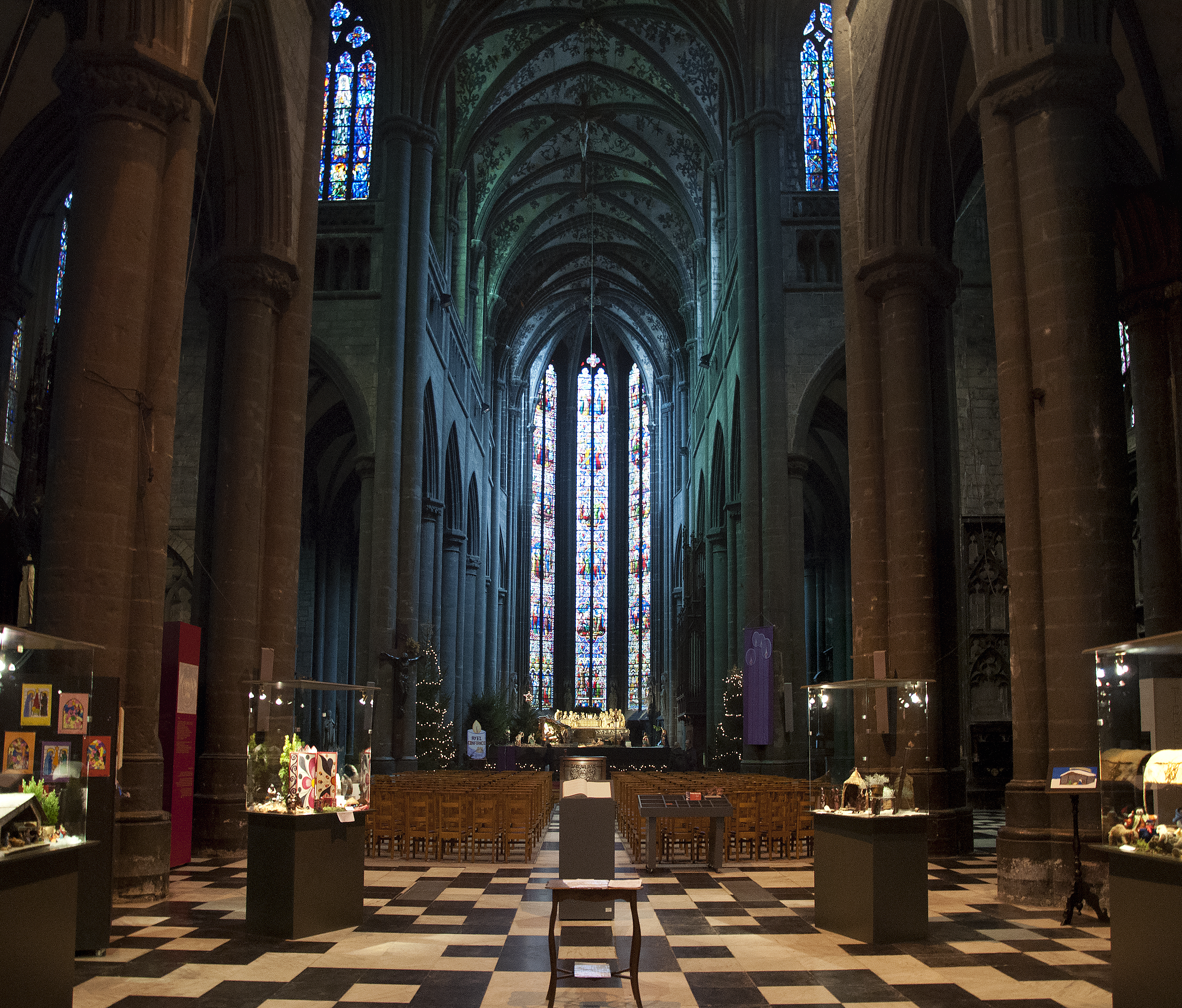
Interieur
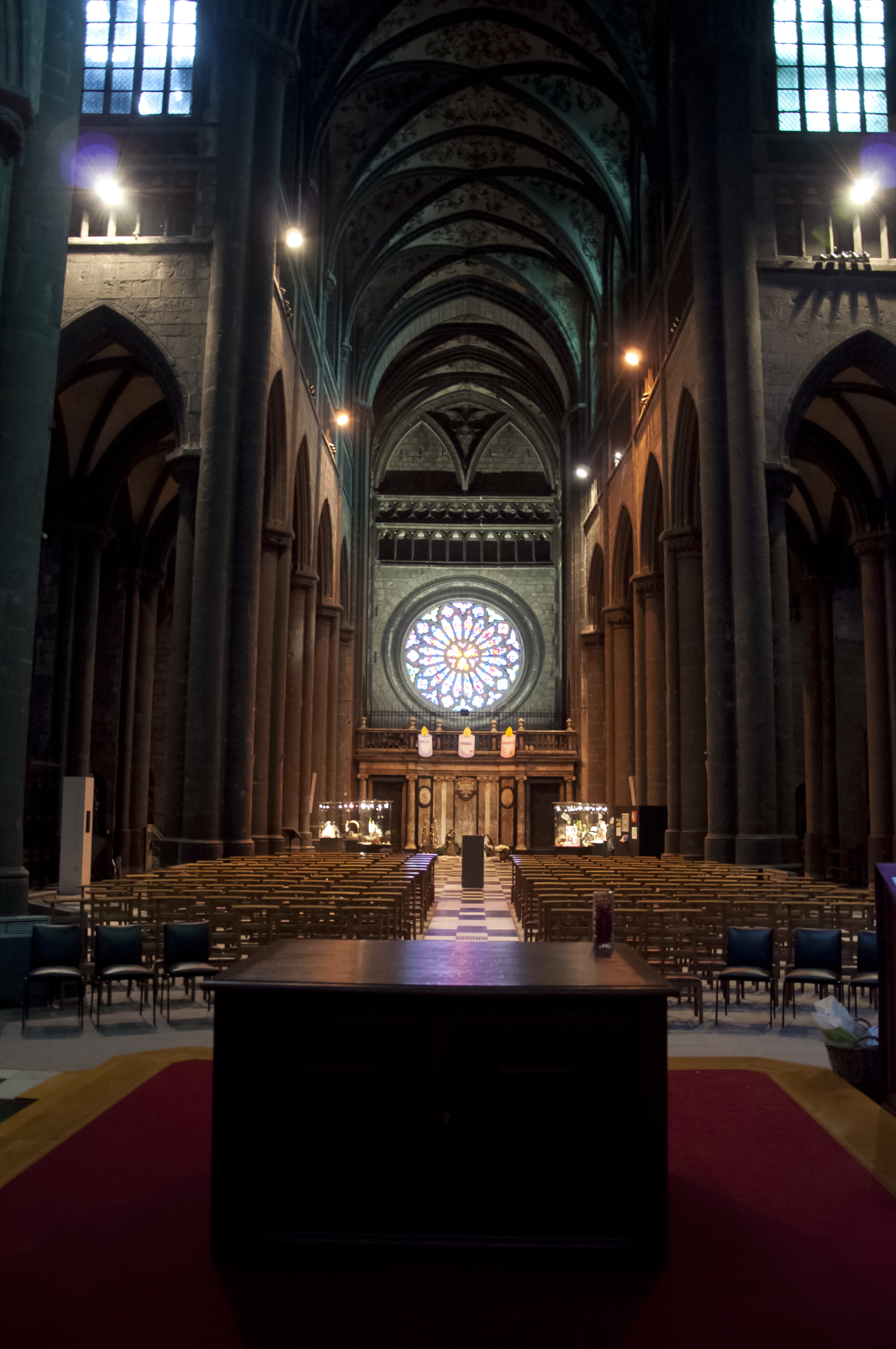
Schip en rozet (6 m diameter aan de binnenzijde)
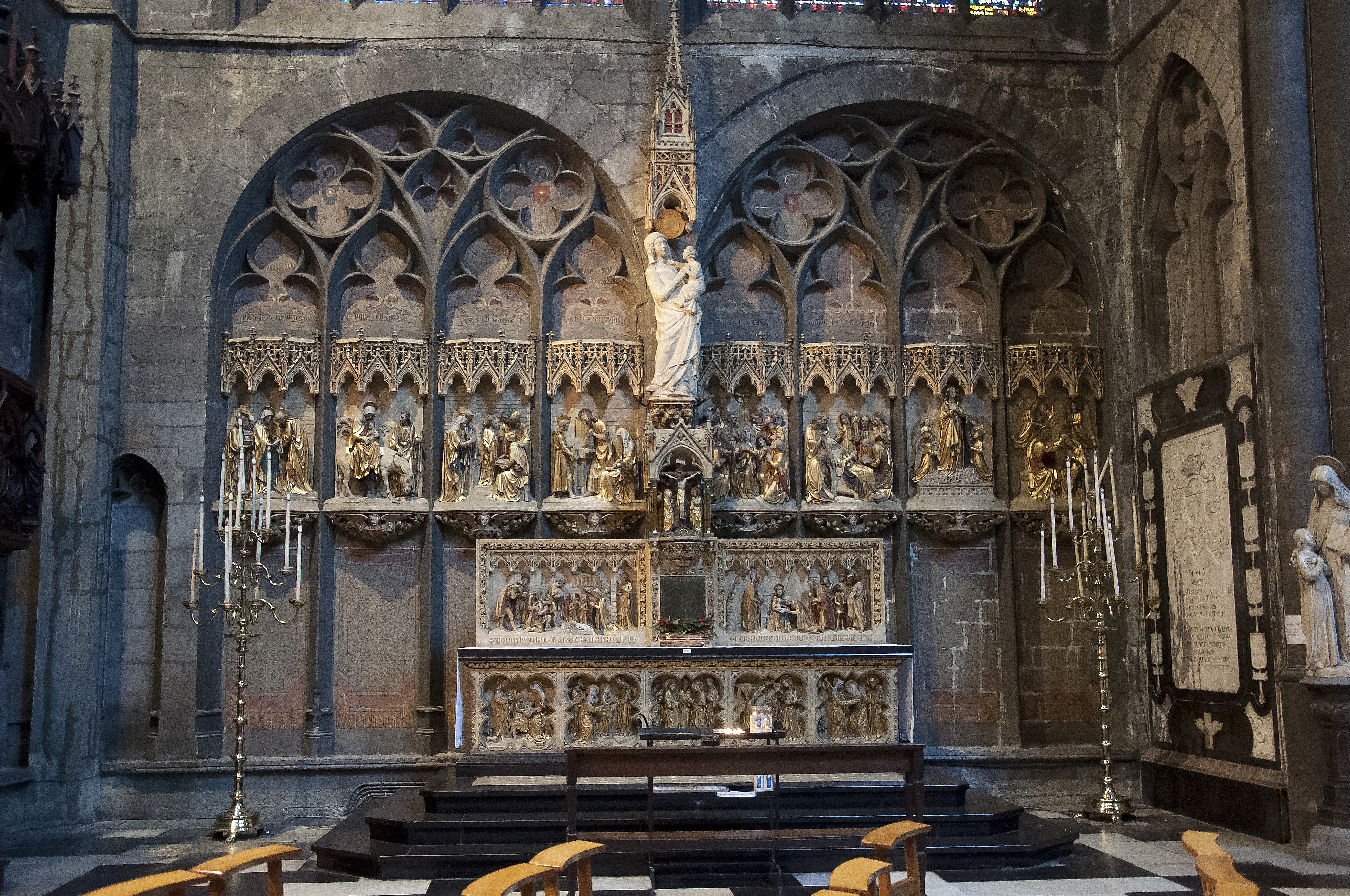
Marmeren zijaltaar (1886) toegewijd aan Onze-Lieve-Vrouw (beeld uit 14e eeuw) met scheve heupstand
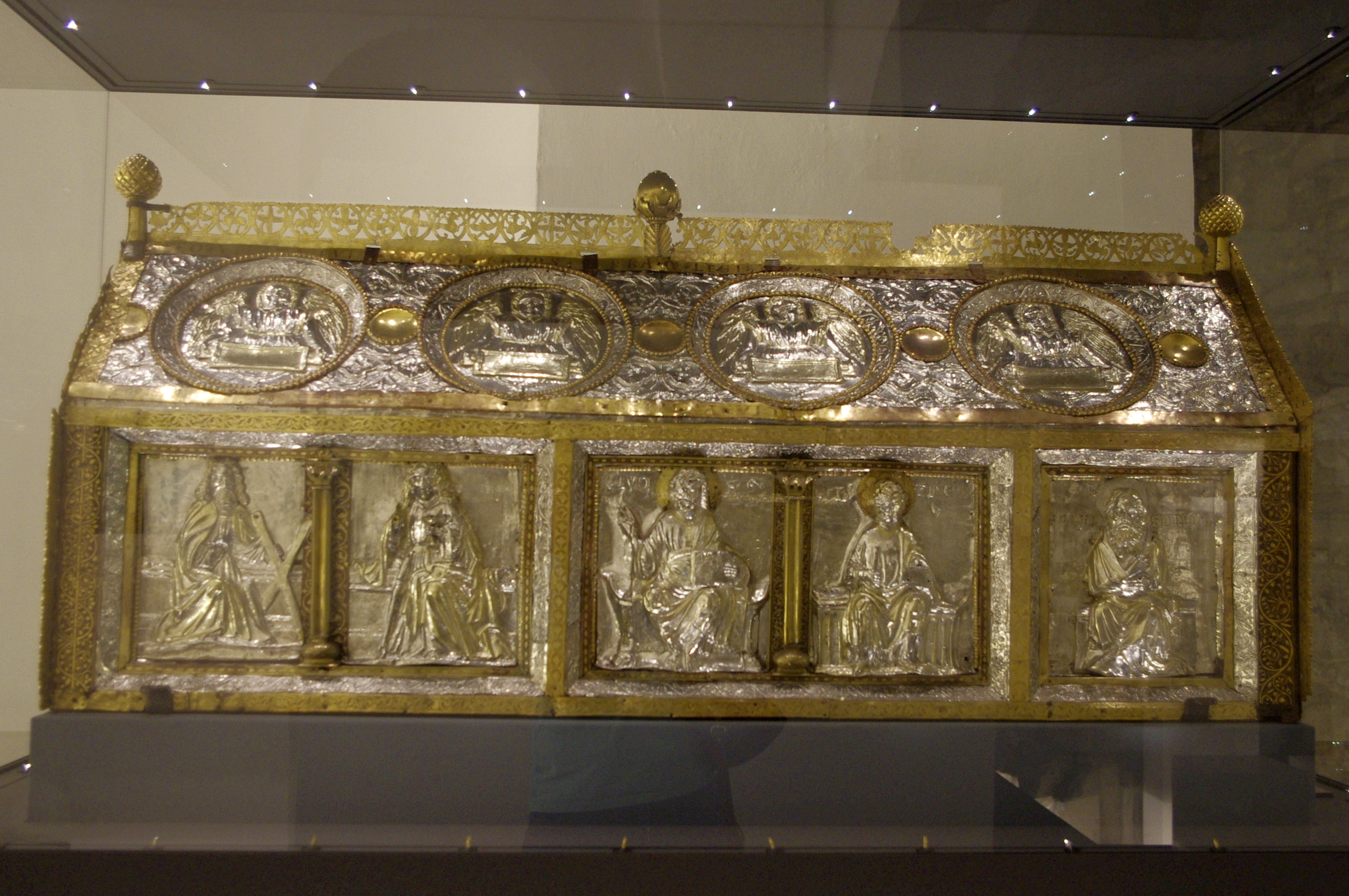
Het schrijn van Domitianus van Hoei
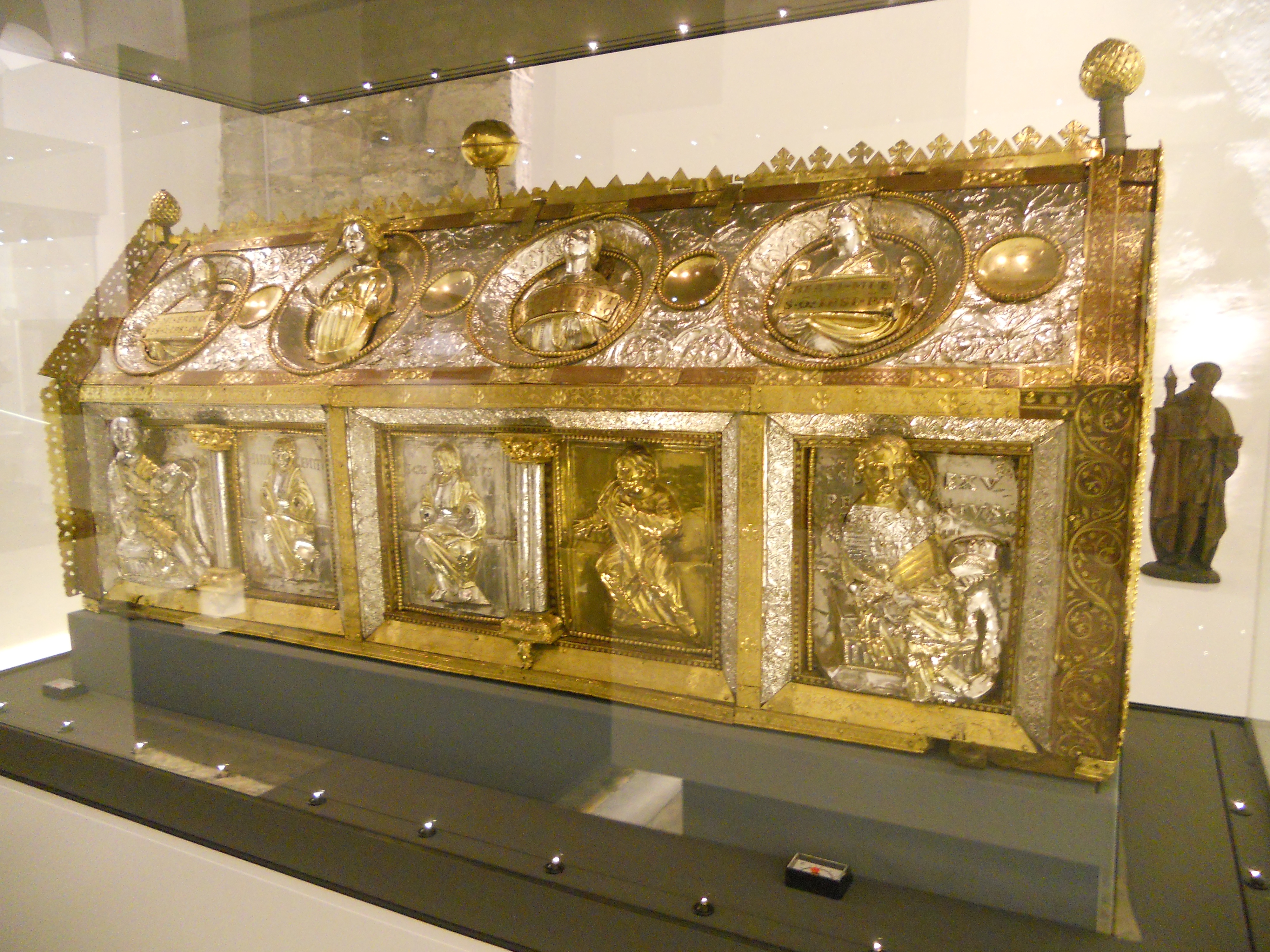
Het schrijn van de heilige Meingold